# Wojciech Łopuszyński
Wojciech Adam Łopuszyński – polski lekarz weterynarii, doktor habilitowany nauk weterynaryjnych, profesor na Uniwersytecie Przyrodniczym w Lublinie, badacz anatomii patologicznej zwierząt.

## Kariera naukowa
W 1990 roku został zatrudniony na Akademii Rolniczej w Lublinie, a w 1991 roku uzyskał na niej tytuł lekarza weterynarii. W 1997 roku na Wydziale Medycyny Weterynaryjnej tej samej uczelni uzyskał stopień doktora nauk medycznych na podstawie rozprawy pt. Porównawcza ocena zmian morfologicznych i histochemicznych wątroby szczurów po przedłużonym podawaniu impregnatów drewna Antox-W i Antox, której promotorem był Bolesław Rubaj. W 2009 roku ten sam wydział nadał mu stopień doktora habilitowanego nauk weterynaryjnych na podstawie pracy pt. Wartość diagnostyczna i prognostyczna wybranych parametrów histologicznych oraz wskaźników proliferacji i apoptozy w nowotworach gruczołu sutkowego suk. W 2019 roku został zatrudniony na Uniwersytecie Rolniczym im. Hugona Kołłątaja w Krakowie.